# Campo Caldera
Campo Caldera (en asturiano y oficialmente: Campucaldera) es una aldea que pertenece a la parroquia de Parroquia de El Baradal en el concejo de Tineo (Principado de Asturias). Se encuentra a 618 m s. n. m. y está situada a 8 km de la capital del concejo, la villa de Tineo. 

## Población
En 2020 contaba con una población de 5 habitantes (INE, 2020) repartidos en un total de 1 vivienda (INE, 2010).